# Fernando Lopes
Fernando Lopes, GCIH (Maçãs de Dona Maria, Alvaiázere, districte de Leiria, 28 de desembre de 1935 – Lisboa, 2 de maig de 2012) va ser un director de cinema portuguès.
Va formar part del Cineclube Imagem, animat per José Ernesto de Sousa. El 1957 començà a treballar com a tècnic a Rádio e Televisão de Portugal. El 1959 obté una beca per estudiar a la London Film School, on es va graduar en realització. Això li va permetre treballar uns mesos sota la direcció de Nicholas Ray a Les dents del diable. Va tornar a Portugal i va rodar el migmetratge Belarmino (1964) sobre la vida del púgil Belarmino Fragoso, que fou considerada una obra clau en el Novo Cinema portuguès juntament amb Dom Roberto de José Ernesto de Sousa i Os Verdes Anos de Paulo Rocha.
El 1965 va fer una estada a Hollywood, on hi va romandre tres mesos. Al seu retorn va filmar Uma Abelha na Chuva (1971), basada en la novel·la de Carlos de Oliveira. Aquesta, junt amb Belarmino i O Delfim (2002), basada en el llibre de José Cardoso Pires, és considerada la pel·lícula més significativa de la seva carrera.
També va ser professor de cinema del Conservatori Nacional de Portugal, avui dia l'Escola Superior de Teatro e Cinema.

## Filmografia
- 2012 - Em Câmara Lenta
- 2009 - Os Sorrisos do Destino
- 2006 - 98 Octanas
- 2004 - Lá Fora
- 2002 - O Delfim
- 1993 - O Fio do Horizonte
- 1988 - Matar Saudades
- 1984 - Crónica dos Bons Malandros
- 1976 - Nós Por Cá Todos Bem
- 1975 - Cantigamente Nº1 (TV)
- 1975 - As Armas e o Povo - col·lectiu
- 1971 - Uma Abelha na Chuva
- 1964 - Belarmino
- 1962 - As Palavras e os Fios
- 1960 - The Bowler Hat
- 1960 - Interlude
- 1960 - The Lonely Ones